# Lac Bazaleti
Le lac Bazaleti (en géorgien ბაზალეთის ტბა) est un lac situé à quelque soixante kilomètres de Tbilissi et à cinq kilomètres de la ville de Doucheti, en Géorgie orientale.
La superficie du lac Bazaleti est de 1,22 km2, tandis que sa profondeur maximale est de sept mètres. Le lac est entouré d'un paysage médiéval et le territoire est connu pour les légendes le concernant. En 1626, la bataille de Bazaleti opposant les troupes royales de Kakhétie au noble rebelle Georges Saakadzé s'y produisit.